# Trey Mancini
Trey Mancini, né Joseph Anthony Mancini le 18 mars 1992 à Winter Haven, Floride, États-Unis, est un joueur de baseball professionnel. Il évolue avec les Astros de Houston de la Ligue majeure de baseball aux postes de frappeur désigné, de joueur de premier but et de joueur de champ extérieur.

## Carrière
Joueur du Fighting Irish de l'université Notre Dame, Trey Mancini est repêché par les Orioles de Baltimore au 8e tour de sélection en 2013. Il est joueur de premier but lors de ses quatre premières saisons dans les ligues mineures, de 2013 à 2016.
Il fait ses débuts dans le baseball majeur avec Baltimore le 20 septembre 2016 et dispute 5 matchs en fin de saison. Il frappe 5 coups sûrs dont 3 coups de circuit durant cette séquence. Son premier coup sûr dans les majeures, à son premier match, est d'ailleurs un coup de circuit aux dépens d'Eduardo Rodríguez des Red Sox de Boston. Mancini amorce la saison 2017 des Orioles en force avec 4 autres circuits à ses 7 premiers matchs joués. Ces 7 circuits à ses 12 premiers matchs joués dans les majeures représentent un record, qu'il est le 3e joueur à réaliser après Dino Restelli en 1949 et Trevor Story en 2016.